# Systém generálního klíče
Generální klíč (zkratky GK, SGHK nebo SGK) je způsob zabezpečení objektu, ve kterém je požadavek na omezení práv přístupu. Systém generálního klíče je hojně využíván ve veřejných a soukromých institucích, firmách, školách a všude tam, kde je nutné přidělit prostřednictvím klíčových práv přístup do jednotlivých prostor daného objektu. Do pojmu „systém generálního klíče“ se obvykle zahrnuje jak klíč (hlavní klíč, generální klíč, vlastní klíč), tak cylindrické vložky, visací zámky, průmyslové zámky. 

## Princip
V rámci SGHK (systém generálního a hlavního klíče) každá osoba obdrží klíč, kterým si odemkne zámky, ke kterým je mu přidělen přístup, a zároveň neodemkne zámky, ke kterým přístup nemá. Tím se zpřehlední klíčové a zámkové hospodářství a zároveň významně sníží počet potřebných klíčů. Každá osoba má svým klíčem vymezené své přístupy (Access control system). V rámci SGHK se ale vždy generuje i zvláštní tzv. generální klíč, který odemkne veškeré zámky systému a který se používá při nenadálých situacích (šetří čas, peníze, zdraví či životy). Pro SGHK se používají speciální klíče, které není možné běžně na trhu získat (ochrana zákazníka SGHK proti tzv. „černým“ klíčům). Investor také specifikuje typ, rozměr a přístupová práva k jednotlivým vstupům (specifikace SGHK). Obvykle se jedná o elektronickou nebo tištěnou tabulku. SGHK se doporučují zejména pro použití v administrativních budovách, hotelích, sportovních centrech apod.

## Cylindrické vložky v systému generálního klíče
Jedná se o prostředky mechanického nebo elektronického zabezpečení. O úrovni zabezpečení, technické a technologické úrovně cylindrických vložek, zahrnutých v SGHK, obvykle rozhoduje investor. Cylindrické vložky v systému generálního klíče jsou vyráběny nejčastěji ve 3. nebo 4. třídě bezpečnosti (BT – třída bezpečnosti, RC – resistance class). 

### Konstrukce cylindrické vložky SGHK
Cylindrická vložka v systému generálního klíče musí splňovat požadavky všeobecných norem, dle kterých jsou certifikovány (nejčastěji norma ČSN EN 1627). Jedná se zejména o ochranu proti vyhmatání planžetou, ochranu proti nedestruktivní dynamické metodě „bumpingu“, ochranu proti neoprávněnému kopírování klíče, ochranu proti odvrtání.
Cylindrická vložka v systému generálního klíče je sestavena stejným způsobem jako nesystémová vložka v příbuzné bezpečnostní kategorii, tzn. užívají se domková stavítka, RBC kolíky a jiná stavítka tvořící ochranu proti nedestruktivní metodě, dále pak stavítka v cylindru, palce, nástavce, spojky, prostupové spojky, tělesa atd., s tím rozdílem, že se do vložky přidávají „plátky“ (miniaturní stavítka), která umožňují kombinovat více typů klíčů do stejné vložky.

## Klíče v systému generálního klíče
V systému generálního klíče jsou obecně používány tři typy klíčů:
- Generální klíč – Je klíč, který má vyřezán takový uzávěr, kterým je možné otevřít všechny vložky v SGHK. Generální klíč je obvykle označen písmenem G (které je rovněž gravírováno nebo vyraženo na polotovar klíče).
- Hlavní klíč – Hlavní nebo též skupinový klíč. Je takový klíč, kterým je možné otevřít určitou skupinu dveří.
- Vlastní klíč – Je klíč, který otevírá pouze jednu cylindrickou vložku.